# Isabelle, je t'aime
"Isabelle, je t'aime" is een nummer van de Franse jongensgroep Les Poppys. Het verscheen op hun album Poppys uit 1971. In 1972 werd het nummer uitgebracht als de derde single van het album.

## Achtergrond
"Isabelle, je t'aime" is geschreven door François Bernheim, onder het pseudoniem Gilles Péram, en Jacqueline Néro. Het is geproduceerd door Bernheim. 
In de tekst wordt het tienjarige meisje Isabelle bezongen, die tegenover de hoofdpersoon in de straat woonde. De twee kregen een relatie en zwoeren elkaar altijd trouw te zullen blijven. Op een dag verhuisde Isabelle echter naar het buitenland. De jongen dacht dat zij hem alweer vergeten is, maar hij hield nog steeds van haar.
Opvallend genoeg verscheen "Isabelle, je t'aime" alleen in Nederland en België als single. In andere landen stond het op de B-kant van de singles "Halleluia maman" (wereldwijd in 1971) en "Des chansons pop" (in Duitsland in 1972). Wereldwijd werd het nummer meer dan een half miljoen keer verkocht. In Nederland kwam de single tot de twaalfde plaats in de Top 40 en de tiende plaats in de Daverende Dertig. In Vlaanderen kwam het tot plaats 29 in een voorloper van de Ultratop 50, en in Wallonië tot de twintigste positie in een voorloper van de Ultratop 50.

## Hitnoteringen

### Nederlandse Top 40
| Hitnotering: 19-02-1972 t/m 13-05-1972 | Hitnotering: 19-02-1972 t/m 13-05-1972 | Hitnotering: 19-02-1972 t/m 13-05-1972 | Hitnotering: 19-02-1972 t/m 13-05-1972 | Hitnotering: 19-02-1972 t/m 13-05-1972 | Hitnotering: 19-02-1972 t/m 13-05-1972 | Hitnotering: 19-02-1972 t/m 13-05-1972 | Hitnotering: 19-02-1972 t/m 13-05-1972 | Hitnotering: 19-02-1972 t/m 13-05-1972 | Hitnotering: 19-02-1972 t/m 13-05-1972 | Hitnotering: 19-02-1972 t/m 13-05-1972 | Hitnotering: 19-02-1972 t/m 13-05-1972 | Hitnotering: 19-02-1972 t/m 13-05-1972 | Hitnotering: 19-02-1972 t/m 13-05-1972 | Hitnotering: 19-02-1972 t/m 13-05-1972 |
| Week                                   | 1                                      | 2                                      | 3                                      | 4                                      | 5                                      | 6                                      | 7                                      | 8                                      | 9                                      | 10                                     | 11                                     | 12                                     | 13                                     |                                        |
| -------------------------------------- | -------------------------------------- | -------------------------------------- | -------------------------------------- | -------------------------------------- | -------------------------------------- | -------------------------------------- | -------------------------------------- | -------------------------------------- | -------------------------------------- | -------------------------------------- | -------------------------------------- | -------------------------------------- | -------------------------------------- | -------------------------------------- |
| Nummer                                 | 35                                     | 24                                     | 25                                     | 24                                     | 21                                     | 17                                     | 14                                     | 13                                     | 12                                     | 18                                     | 21                                     | 28                                     | 34                                     | uit                                    |

### Daverende Dertig
| Hitnotering: 26-02-1972 t/m 29-04-1972 | Hitnotering: 26-02-1972 t/m 29-04-1972 | Hitnotering: 26-02-1972 t/m 29-04-1972 | Hitnotering: 26-02-1972 t/m 29-04-1972 | Hitnotering: 26-02-1972 t/m 29-04-1972 | Hitnotering: 26-02-1972 t/m 29-04-1972 | Hitnotering: 26-02-1972 t/m 29-04-1972 | Hitnotering: 26-02-1972 t/m 29-04-1972 | Hitnotering: 26-02-1972 t/m 29-04-1972 | Hitnotering: 26-02-1972 t/m 29-04-1972 | Hitnotering: 26-02-1972 t/m 29-04-1972 | Hitnotering: 26-02-1972 t/m 29-04-1972 |
| Week                                   | 1                                      | 2                                      | 3                                      | 4                                      | 5                                      | 6                                      | 7                                      | 8                                      | 9                                      | 10                                     |                                        |
| -------------------------------------- | -------------------------------------- | -------------------------------------- | -------------------------------------- | -------------------------------------- | -------------------------------------- | -------------------------------------- | -------------------------------------- | -------------------------------------- | -------------------------------------- | -------------------------------------- | -------------------------------------- |
| Nummer                                 | 26                                     | 25                                     | 28                                     | 28                                     | 16                                     | 12                                     | 10                                     | 15                                     | 17                                     | 20                                     | uit                                    |

### NPO Radio 2 Top 2000
| Nummer met noteringen in de NPO Radio 2 Top 2000 | '99  | '00-'01 | '02  | '03  | '04  | '05  | '06  | '07 | '08  |
| ------------------------------------------------ | ---- | ------- | ---- | ---- | ---- | ---- | ---- | --- | ---- |
| Isabelle, je t'aime                              | 1410 | -       | 1507 | 1620 | 1770 | 1225 | 1505 | -   | 1822 |

1. ↑  Een '-' betekent dat het nummer niet was genoteerd en een vetgedrukt getal geeft de hoogste notering aan.
2. ↑  Deze tabel is bijgewerkt tot en met de laatste editie (2024).